# Campeonato Europeo de Patinaje Artístico sobre Hielo de 1923
El XXI Campeonato Europeo de Patinaje Artístico sobre Hielo se realizó en Kristiania (Noruega) en enero de 1923. Fue organizado por la Unión Internacional de Patinaje sobre Hielo (ISU) y la Federación Noruega de Patinaje sobre Hielo.

## Resultados
| Puesto | Nombre           | País      |
| ------ | ---------------- | --------- |
| Oro    | Willy Böckl      | Austria   |
| Plata  | Martin Stixrud   | Noruega   |
| Bronce | Gunnar Jakobsson | Finlandia |

## Medallero
| Núm. | País      | Oro | Plata | Bronce | Total |
| ---- | --------- | --- | ----- | ------ | ----- |
| 1    | Austria   | 1   | 0     | 0      | 1     |
| 2    | Noruega   | 0   | 1     | 0      | 1     |
| 3    | Finlandia | 0   | 0     | 1      | 1     |
|      | TOTAL     | 1   | 1     | 1      | 3     |